# I'm Glad My Boy Grew Up to Be a Soldier
I'm Glad My Boy Grew Up to Be a Soldier è un film muto del 1915 diretto da Frank Beal.
È ispirato come risposta a I Didn't Raise My Boy to Be a Soldier, la prima canzone contro la guerra ad aver avuto un successo commerciale.

## Produzione
Il film - girato con il titolo di lavorazione I Didn't Raise My Boy to Be a Soldier - fu prodotto dalla Selig Polyscope Company.

## Distribuzione
Distribuito dalla V-L-S-E, il film uscì nelle sale cinematografiche statunitensi il 13 dicembre 1915.